# Бедринцев, Николай Иванович
Николай Иванович Бедринцев (1871—?) — русский военный  деятель, полковник  (1916). Герой Первой мировой войны.

## Биография
В 1891 году после окончания Веренской гимназии вступил в службу. В 1892 году после окончания Алексеевского военного училища  произведён в подпоручики и выпущен в 9-й Туркестанский линейный батальон. В 1896 году произведён в поручики,  в 1900 году  в штабс-капитаны, в 1904 году в капитаны, ротный командир 19-го Туркестанского стрелкового батальона.
С 1914 года участник Первой мировой войны, ротный командир, с 1915 года подполковник, батальонный командир Туркестанского 1-го стрелкового полка. В 1916 году произведён в полковники. С 1917 года командир Туркестанского 4-го стрелкового полка.
Высочайшим приказом от 18 марта 1915 года за храбрость награждён Георгиевским оружием :
1-го Туркестанского стрелкового полка Николаю Бедринцеву за то, что под городом Сольдау, находясь в заслоне для обеспечения фланга боевого порядка, в течение 7-ми дней отбил более восьми упорных атак значительно превосходных сил противника и не уступил своей позиции

## Награды
- Орден Святого Станислава 3-й степени (ВП 1903)
- Орден Святой Анны 3-й степени (ВП 1910)
- Орден Святого Станислава 2-й степени (ВП 19.02.1914)
- Орден Святого Владимира 4-й степени с мечами и бантом (ВП 13.03.1915)
- Орден Святой Анны 2-й степени с мечами (Мечи — ВП 27.03.1916)
- Георгиевское оружие (ВП 18.03.1915)